# Deliverance
Deliverance to szósty studyjny album szwedzkiej grupy Opeth, wydany w 2002 roku przez Koch Records. Deliverance został nagrany w tym samym czasie, co jego siostrzany album, Damnation (wydany w następnym roku). Oba te albumy są swoimi przeciwieństwami - Deliverance jest najcięższym w historii grupy, podczas gdy Damnation jest bardziej progresywny.

## Lista utworów
Opracowano na podstawie materiału źródłowego.
| Nr | Tytuł utworu                                | Słowa            | Muzyka           | Długość |
| -- | ------------------------------------------- | ---------------- | ---------------- | ------- |
| 1. | „Wreath”                                    | Mikael Åkerfeldt | Mikael Åkerfeldt | 11:10   |
| 2. | „Deliverance”                               | Mikael Åkerfeldt | Mikael Åkerfeldt | 13:37   |
| 3. | „A Fair Judgement”                          | Mikael Åkerfeldt | Mikael Åkerfeldt | 10:23   |
| 4. | „For Absent Friends” (utwór instrumentalny) |                  | Mikael Åkerfeldt | 2:17    |
| 5. | „Master's Apprentices”                      | Mikael Åkerfeldt | Mikael Åkerfeldt | 10:32   |
| 6. | „By the Pain I See in Others”               | Mikael Åkerfeldt | Mikael Åkerfeldt | 13:50   |
|    |                                             |                  |                  | 1:01:49 |

## Twórcy
Opracowano na podstawie materiału źródłowego.
| Zespół Opeth w składzie - Mikael Åkerfeldt – wokal prowadzący, gitara - Peter Lindgren – gitara - Martin Mendez – gitara basowa - Martin Lopez – perkusja, instrumenty perkusyjne |  | Inni - Steven Wilson – wokal wspierający, gitara, instrumenty klawiszowe, produkcja muzyczna, inżynieria dźwięku - Fredrik Nordström – inżynieria dźwięku - Fredrik Reymerdahl – inżynieria dźwięku - Andy Sneap – miksowanie, mastering - Travis Smith – oprawa graficzna, zdjęcia - Ken Seaney, Rex Zachary, Harry Välimäki – zdjęcia |